# Penafiel (stolica tytularna)
Penafiel (łac. Dioecesis Pintiensis) – stolica historycznej diecezji w Portugalii, erygowanej w roku 1770, a zlikwidowanej w roku 1778. Współcześnie miejscowość Penafiel w dystrykcie Porto. Obecnie katolickie biskupstwo tytularne.

## Biskupi tytularni
| Lp. | Biskup                    | Funkcja                         | Od               | Do               |
| --- | ------------------------- | ------------------------------- | ---------------- | ---------------- |
| 1   | Bernard Theodore Espelage | emerytowany biskup Gallup (USA) | 25 sierpnia 1969 | 19 lutego 1971   |
| 2   | John Joseph Mulcahy       | biskup pomocniczy Boston (USA)  | 28 grudnia 1974  | 26 kwietnia 1994 |
| 3   | Francisco-Javier Lozano   | nuncjusz apostolski             | 9 lipca 1994     |                  |